# Friedenskirche (Potsdam)
Pour les articles homonymes, voir Friedenskirche.
La Friedenskirche (ce qui signifie « église de la Paix ») est une église protestante luthérienne. Elle se trouve dans les jardins de Marly, à l'est du parc de Sans-Souci, situé à Potsdam, la capitale de Brandebourg, près de Berlin en Allemagne.

## Historique
L'église a été construite, sur le modèle de la basilique Saint-Clément de Rome, suivant la volonté du roi Frédéric-Guillaume IV. Ses plans ont été dessinés par Ludwig Persius et, après la mort en 1845 de ce dernier, les travaux ont été dirigés par Friedrich August Stüler, puis par Ferdinand von Arnim et Ludwig Ferdinand Hesse. L'église a été consacrée le 24 septembre 1848.
Le campanile est une copie de celui de l'église romaine de Santa Maria in Cosmedin.
Une remarquable mosaïque orne le chœur de l'église. Elle date du XIIIe siècle et provient de l'église abandonnée de Saint-Cyprien sur l'île de Murano (Venise). La mosaïque fut achetée par le prince héritier Frédéric-Guillaume et acheminée à Potsdam par bateau.
La crypte de l'église abrite les tombeaux du roi Frédéric-Guillaume IV et de son épouse Élisabeth.

## Mausolée de l'empereur Frédéric
Au nord du bâtiment, l'architecte Julius Carl Raschdorff a construit un mausolée néobaroque à l'italienne, en 1889-1890, pour abriter la dépouille de l'empereur allemand Frédéric III (1831-1888) et de son épouse Victoria.

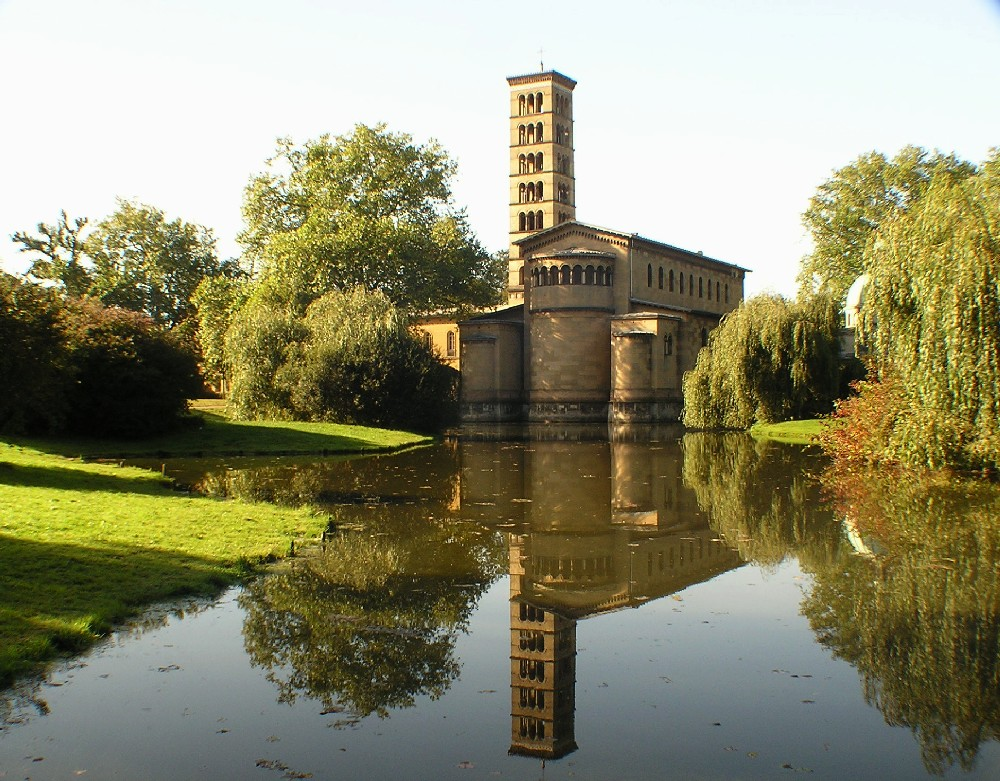
Vue de la Friedenskirche.